# Lista de minisséries exibidas no Viva
Esta é uma lista de minisséries exibidas pelo Viva, um canal de televisão por assinatura brasileiro que exibe programas produzidos pela TV Globo.

## Minisséries por ordem de exibição
| N° | Minisséries                           | Início                  | Término                 | N° de capítulos | Exibição Original | Nota  |
| -- | ------------------------------------- | ----------------------- | ----------------------- | --------------- | ----------------- | ----- |
| 1  | A Casa das Sete Mulheres              | 18 de maio de 2010      | 27 de julho de 2010     | 51              | 2003              |       |
| 2  | Memorial de Maria Moura               | 28 de julho de 2010     | 23 de agosto de 2010    | 19              | 1994              |       |
| 3  | Hilda Furacão                         | 24 de agosto de 2010    | 6 de outubro de 2010    | 32              | 1998              |       |
| 4  | Engraçadinha                          | 7 de outubro de 2010    | 1 de novembro de 2010   | 18              | 1995              |       |
| 5  | Desejo                                | 2 de novembro de 2010   | 24 de novembro de 2010  | 17              | 1990              |       |
| 6  | Chiquinha Gonzaga                     | 25 de novembro de 2010  | 17 de janeiro de 2011   | 38              | 1999              |       |
| 7  | Dona Flor e Seus Dois Maridos         | 18 de janeiro de 2011   | 14 de fevereiro de 2011 | 20              | 1998              |       |
| 8  | Sex Appeal                            | 15 de fevereiro de 2011 | 14 de março de 2011     | 20              | 1993              |       |
| 9  | A Muralha                             | 15 de março de 2011     | 24 de maio de 2011      | 51              | 2000              | [ 1 ] |
| 10 | Anos Dourados                         | 2 de maio de 2011       | 27 de maio de 2011      | 20              | 1986              |       |
| 11 | Anos Rebeldes                         | 30 de maio de 2011      | 24 de junho de 2011     | 20              | 1992              |       |
| 12 | A, E, I, O... Urca                    | 27 de junho de 2011     | 13 de julho de 2011     | 13              | 1990              |       |
| 13 | Desejo                                | 18 de julho de 2011     | 9 de agosto de 2011     | 17              | 1990              |       |
| 14 | Agosto                                | 10 de agosto de 2011    | 31 de agosto de 2011    | 16              | 1993              |       |
| 15 | O Quinto dos Infernos                 | 1 de setembro de 2011   | 4 de novembro de 2011   | 47              | 2002              |       |
| 16 | Labirinto                             | 7 de novembro de 2011   | 2 de dezembro de 2011   | 20              | 1998              |       |
| 17 | Contos de Verão                       | 5 de dezembro de 2011   | 23 de dezembro de 2011  | 16              | 1993              |       |
| 18 | O Tempo e o Vento                     | 2 de janeiro de 2012    | 6 de fevereiro de 2012  | 26              | 1985              |       |
| 19 | Dona Flor e Seus Dois Maridos         | 7 de fevereiro de 2012  | 5 de março de 2012      | 20              | 1998              |       |
| 20 | Os Maias                              | 6 de março de 2012      | 2 de maio de 2012       | 42              | 2001              |       |
| 21 | Chiquinha Gonzaga                     | 2 de julho de 2012      | 22 de agosto de 2012    | 38              | 1999              |       |
| 22 | Engraçadinha                          | 23 de agosto de 2012    | 17 de setembro de 2012  | 20              | 1995              |       |
| 23 | JK                                    | 18 de setembro de 2012  | 21 de novembro de 2012  | 47              | 2006              |       |
| 24 | Presença de Anita                     | 22 de novembro de 2012  | 14 de dezembro de 2012  | 16              | 2001              |       |
| 25 | O Auto da Compadecida                 | 17 de dezembro de 2012  | 20 de dezembro de 2012  | 4               | 1999              |       |
| 26 | Um Só Coração                         | 7 de janeiro de 2013    | 19 de março de 2013     | 53              | 2004              |       |
| 27 | As Noivas de Copacabana               | 21 de março de 2013     | 11 de abril de 2013     | 16              | 1992              |       |
| 28 | Maysa - Quando Fala o Coração         | 15 de abril de 2013     | 25 de abril de 2013     | 9               | 2009              |       |
| 29 | Anos Dourados                         | 29 de abril de 2013     | 24 de maio de 2013      | 20              | 1986              |       |
| 30 | Anos Rebeldes                         | 27 de maio de 2013      | 21 de junho de 2013     | 20              | 1992              |       |
| 31 | A Casa das Sete Mulheres              | 26 de junho de 2013     | 5 de setembro de 2013   | 51              | 2003              |       |
| 32 | Mad Maria                             | 9 de setembro de 2013   | 25 de outubro de 2013   | 35              | 2005              |       |
| 33 | O Primo Basílio                       | 28 de outubro de 2013   | 18 de novembro de 2013  | 16              | 1988              |       |
| 34 | Hilda Furacão                         | 19 de novembro de 2013  | 2 de janeiro de 2014    | 32              | 1998              |       |
| 35 | O Quinto dos Infernos                 | 6 de janeiro de 2014    | 13 de março de 2014     | 47              | 2002              |       |
| 36 | Retrato de Mulher                     | 17 de março de 2014     | 27 de março de 2014     | 11              | 1993              |       |
| 37 | Cinquentinha                          | 31 de março de 2014     | 9 de abril de 2014      | 08              | 2009              |       |
| 38 | Labirinto                             | 14 de abril de 2014     | 10 de maio de 2014      | 20              | 1998              |       |
| 39 | Amor em Quatro Atos                   | 8 de setembro de 2014   | 29 de setembro de 2014  | 04              | 2011              | [ 2 ] |
| 40 | A Muralha                             | 29 de junho de 2015     | 7 de setembro de 2015   | 51              | 2000              |       |
| 41 | Presença de Anita                     | 8 de setembro de 2015   | 29 de setembro de 2015  | 16              | 2001              |       |
| 42 | Dalva e Herivelto: uma Canção de Amor | 16 de novembro de 2015  | 20 de novembro de 2015  | 05              | 2010              | [ 3 ] |
| -  | Poeira em Alto Mar                    | 25 de janeiro de 2016   | 29 de janeiro de 2016   | 05              | 2008              |       |
| 43 | Dercy de Verdade                      | 11 de junho de 2016     | 2 de julho de 2016      | 04              | 2012              |       |
| 44 | Grande Sertão: Veredas                | 18 de dezembro de 2017  | 13 de janeiro de 2018   | 25              | 1985              |       |
| 45 | Maysa - Quando Fala o Coração         | 4 de agosto de 2019     | 29 de setembro de 2019  | 09              | 2009              |       |
| 46 | Dercy de Verdade                      | 6 de outubro de 2019    | 27 de outubro de 2019   | 04              | 2012              |       |
| 47 | Abolição                              | 3 de novembro de 2019   | 24 de novembro de 2019  | 04              | 1988              |       |
| 48 | Engraçadinha                          | 5 de janeiro de 2020    | 3 de maio de 2020       | 18              | 1995              |       |
| 49 | Dona Flor e Seus Dois Maridos         | 10 de maio de 2020      | 20 de setembro de 2020  | 20              | 1998              |       |
| 50 | Anos Dourados                         | 27 de setembro de 2020  | 7 de fevereiro de 2021  | 20              | 1986              |       |
| -  | O Relógio da Aventura                 | 09 de janeiro de 2021   | 30 de janeiro de 2021   | 04              | 2010-2011         |       |
| -  | A Terra dos Meninos Pelados           | 09 de janeiro de 2021   | 30 de janeiro de 2021   | 04              | 2003-2004         |       |
| -  | Clara e o Chuveiro do Tempo           | 06 de fevereiro de 2021 | 27 de fevereiro de 2021 | 04              | 2005-2006         |       |
| -  | O Pequeno Alquimista                  | 06 de fevereiro de 2021 | 27 de fevereiro de 2021 | 04              | 2004-2005         |       |
| 51 | Cinquentinha                          | 14 de fevereiro de 2021 | 4 de abril de 2021      | 08              | 2009              |       |
| 52 | Amorteamo                             | 11 de abril de 2021     | 9 de maio de 2021       | 05              | 2015              |       |
| 53 | Dalva e Herivelto: uma Canção de Amor | 16 de maio de 2021      | 13 de junho de 2021     | 05              | 2010              |       |
| 54 | O Brado Retumbante                    | 3 de outubro de 2021    | 14 de novembro de 2021  | 08              | 2012              | [ 4 ] |
| 55 | A Casa das Sete Mulheres              | 3 de janeiro de 2022    | 14 de março de 2022     | 51              | 2003              |       |
| 56 | Dercy de Verdade                      | 8 de janeiro de 2022    | 29 de janeiro de 2022   | 04              | 2012              |       |
| 57 | O Canto da Sereia                     | 5 de fevereiro de 2022  | 26 de fevereiro de 2022 | 04              | 2013              | [ 5 ] |
| 58 | O Auto da Compadecida                 | 05 de março de 2022     | 26 de março de 2022     | 04              | 1999              | [ 6 ] |
| 59 | Presença de Anita                     | 15 de março de 2022     | 05 de abril de 2022     | 16              | 2001              | [ 7 ] |
| 60 | Chiquinha Gonzaga                     | 6 de abril de 2022      | 27 de maio de 2022      | 38              | 1999              | [ 8 ] |
| 61 | O Bem-Amado                           | 14 de maio de 2022      | 4 de junho de 2022      | 04              | 2011              |       |
| 62 | O Quinto dos Infernos                 | 30 de maio de 2022      | 2 de agosto de 2022     | 47              | 2002              |       |
| 63 | Gonzaga: de Pai pra Filho             | 11 de junho de 2022     | 2 de julho de 2022      | 04              | 2013              | [ 9 ] |
| 64 | O Tempo e o Vento                     | 13 de agosto de 2022    | 27 de agosto de 2022    | 03              | 2014              |       |
| 65 | Dalva e Herivelto: uma Canção de Amor | 1 de outubro de 2022    | 29 de outubro de 2022   | 05              | 2010              |       |
| 66 | Serra Pelada, A Saga Do Ouro          | 05 de novembro de 2022  | 26 de novembro de 2022  | 04              | 2014              |       |
| 67 | Dercy de Verdade                      | 01 de julho de 2023     | 22 de julho de 2023     | 04              | 2012              |       |